# James Hannay
James Hannay (spr. hanneh), Pseudonym Percival Plug (* 17. Februar 1827 in Dumfries, Schottland; † 9. Januar 1873 in Barcelona) war ein britischer Journalist und Schriftsteller.

## Leben
Hannay trat mit 13 Jahren in die Marine ein und nahm aber 1845 seinen Abschied, um sich der Literatur zu widmen.
Außer Beiträgen zu Zeitschriften, besonders zum Punch, veröffentlichte er 1848 unter dem Pseudonym „Percival Plug“ Biscuits and Grog, fortgesetzt im gleichen Jahr unter dem Titel: A Claret-Cup. Further reminiscences and sketches of Percival Plug, R.N.
Von 1860 bis 1864 gab er den Edinburgh Courant heraus. 1863 wurde er zum Fellow der Royal Society of Edinburgh gewählt.
1868 wurde James Hannay zum englischen Konsul in Barcelona ernannt, wo er am 9. Januar 1873 starb.

## Werke
- Biscuits and Grog. Personal reminiscences and sketches. By Percival Plug, R.N. (late Midshipman of H.M.S. „Preposterous“) (1848)
- A Claret-Cup. Further reminiscences and sketches of Percival Plug, R.N. (1848)
- Hearts are Trumps (1849, neue Ausg. 1873)
- King Dobbs, sketches in ultramarine (1849, neue Ausg. 1856)
- Singleton Fontenoy (1850, neue Ausg. 1873)
- The Poetical Works of Edgar Allan Poe: With a Notice of His Life and Genius 1853.
- Satire and satirists. Six lectures. Reprint Norwood: Norwood Ed, 1977, ISBN 0-8482-1107-3.
- Sand and Shells (1854)
- Eustace Conyers (1855, deutsch 1856)
- Essays from the Quarterly Review (1861)
- A brief memoir of the late Mr. Thackeray (1864)
- Studies on Thackeray. Repr. d. Ausg. 1868. Port Washington, NY: Kennikat Press, 1970, ISBN 0-8046-0828-8.
- Characters and criticisms (1865);
- A course of English literature (1866)
- Three hundred years of a Norman house; the barons of Gournay from the 10th to the 13th century, with genealogical miscellanies (1867).
- The History of Acadia from its first discovery to its surrender to England by the Treaty of Paris. St. John, N.B.: Mac Millan, 1879.